# Langpollen
Der Langpollen (norwegisch für Lange Bucht) ist eine schmale Nebenbucht der Lützow-Holm-Bucht an der Prinz-Harald-Küste des ostantarktischen Königin-Maud-Lands. Sie liegt im nordwestlichen Abschnitt der Landspitze Skarvsnes an der Ostseite dieser Bucht. 
Norwegische Kartographen, die sie auch deskriptiv benannten, kartierten sie anhand von Vermessungen und Luftaufnahmen der Lars-Christensen-Expedition 1936/37.